# Lijst van voetbalinterlands Bhutan - Malediven (vrouwen)
Deze lijst van voetbalinterlands is een overzicht van alle officiële voetbalinterlands tussen de nationale vrouwenteams van Bhutan en de Malediven. De landen hebben tot nu toe twee keer tegen elkaar gespeeld.

## Wedstrijden
| № | Plaats    | Datum            | Competitie                        | Wedstrijd          | Uitslag |
| - | --------- | ---------------- | --------------------------------- | ------------------ | ------- |
| 1 | Siliguri  | 30 december 2016 | Zuid-Aziatisch kampioenschap 2016 | Malediven − Bhutan | 3 − 1   |
| 2 | Kathmandu | 24 oktober 2024  | Zuid-Aziatisch kampioenschap 2024 | Malediven − Bhutan | 0 − 13  |

## Samenvatting
| Competitie                   | Totaal gespeeld | Winst Bhutan | Gelijk | Winst Malediven | Doelsaldo Bhutan – Malediven |
| ---------------------------- | --------------- | ------------ | ------ | --------------- | ---------------------------- |
| Zuid-Aziatisch kampioenschap | 2               | 1            | 0      | 1               | 14 − 3                       |
| Totaal                       | 2               | 1            | 0      | 1               | 14 − 3                       |